# Bonneuil-en-Valois

Bonneuil-en-Valois este o comună în departamentul Oise, Franța. În 1 ianuarie 2022 avea o populație de 976 de locuitori.